# 楢山芙二夫
楢山 芙二夫（ならやま ふじお、1948年6月13日 - 2003年1月15日）は、日本の小説家。
岩手県岩手郡雫石町生まれ。本名・富士雄。桐朋学園短期大学演劇学部卒業。1975年「ニューヨークのサムライ」でオール読物新人賞受賞、直木賞候補。1977年、『マンハッタンのバラード』で同候補。ハードボイルド小説を書いた。
2003年1月15日、内臓疾患のため岩手県雫石町の自宅にて死去。享年54  。

## 著書
- 『滅びゆく日々のために』光風社書店 1976
- 『午前零時の星条旗』集英社 1977 のち文庫
- 『マンハッタンのバラード』文藝春秋 1977 「ニューヨークのサムライ」文庫
- 『魔の聖域』毎日新聞社 1979 「夜を逃げる女」祥伝社（ノン・ポシェット） 原題で角川ホラー文庫
- 『冬は罠をしかける』集英社 1981 のち新潮文庫
- 『天使の街の脅迫者』新潮社 1983 「ロス・リトル東京殺人事件」文庫
- 『傷だらけの銃弾』新潮社 1989 「弔銃」青樹社、原題で講談社文庫
- 『この風でジルバを』実業之日本社 1989
- 『六本木のあぶない夜』スコラ 1990 「西麻布ブロンド殺人事件」改題
- 『愛してるとか愛してないとか』実業之日本社 1992
- 『朝の来ない夜』祥伝社 1992
- 『非情の追跡』祥伝社 1993
- 『私生活』双葉社 1993 のち文庫